# Antonio Caraffa
Gróf Antonio Caraffa (Ugento, 1642. augusztus 8. – Bécs, akkori Habsburg Birodalom, 1693. március 6.) itáliai zsoldosvezér, a Szent Liga seregeinek egyik tábornoka.

## Életpályája
Régi nápolyi családból származott. Fiatalkorában a Máltai lovagrend seregében harcolt a török kalózok ellen. Fivére (más források szerint unokafivére) Carlo Caraffa bécsi pápai nuncius segítette abban, hogy a Habsburgok szolgálatába álljon. 1665-ben kamarásként került a bécsi udvarba, és rövidesen ezredes, belső titkos tanácsos és az Udvari Haditanács tagja lett. 1672-től egy vértesregiment élén részt vett a Magyar Királyságnak a töröktől való visszafoglalásáért folyó hadműveletekben. 1680-ban Nyitrán táborozott seregével. 1683-ban Lipót császár Varsóba küldte, hogy rábeszélje a lengyeleket a katonai segítség nyújtására.

1686-ban kinevezték a felső-magyarországi császári hadak parancsnokává. Caraffa tudományosan képzett tiszt volt, aki szerepet játszott Magyarország török uralom alóli felszabadításában, a magyar történelembe azonban elsősorban kegyetlenkedéseivel írta be a nevét. 1686 elején minden katonai szükségszerűség nélkül feldúlta Debrecent és számos ártatlan városlakót megöletett, megkínoztatott, majd súlyos hadisarcot vetett ki a városra. Cornaro, a Velencei Köztársaság bécsi követe már1686. február 24-ei jelentésében így fogalmazott: „a hadsereg nagyobb részét Magyarországon kell eltartani az örökös tartományok könnyebbsége érdekében.” 1686–1687 telén Lipót császár Erdélyben akarta elhelyezni a seregeket téli szállásra; az erdélyi udvar Caraffát 2000 arannyal és hat lóval próbálta rávenni, hogy álljon el ettől.

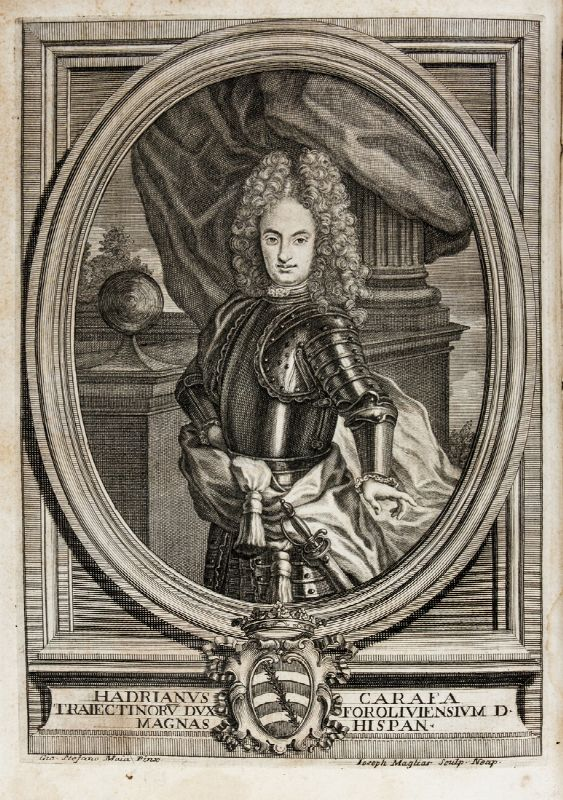
Antonio Caraffa

1687-ben ő állíttatta fel az eperjesi vésztörvényszéket, melynek célja Thököly híveinek megbüntetése és a lakosság megfélemlítése volt. 1687 március eleje és május közepe között hamis vádak (Eperjes polgárai titkos levelezést folytattak a Zrínyi  Ilona  által  védett  Munkács  várával) és kínzással kicsikart vallomások alapján huszonnégy módos eperjesi polgárt és környékbeli nemest végeztetett ki. A kivégzettek birtokait részben a törvényszék magyar tagjai kapták.  Caraffa így írt I. Lipótnak: „Most nyilik alkalom örök időkre kiirtani Magyarországból a pártoskodást. A hadi szerencse jelenleg kedvez Felségednek, s a büntetés nemcsak igazságosnak fog látszani, hanem helyeseltetni is fog fennhangon. A birságok és elkobzások gyarapítani fogják a kincstárakat. De félrendszabálynak semmi haszna; szükség, hogy az inquizicio az ország több pontján egyszerre minél keményebben induljon meg.” A vésztörvényszék működése néhány hónapig tartott. Az eseményekről a kortárs Rezik János eperjesi iskolamester kéziratos műve, a Lugubre theatrum Eperjesiense sub regimine Leopoldi imperatoris et regis Hungariae erectum anno 1687. die 5. Marti számol be részletesen.
1687. december 17-én Caraffa csapatai előtt tette le a fegyvert Eger török helyőrsége. Kegyetlenkedése azonban már olyan méreteket öltött, hogy Esterházy Pál nádor és a magyar főurak követelésére I. Lipót kénytelen volt őt Bécsbe visszarendelni. Caraffa nem lett kegyvesztett, kitüntették, és ezután is fontos feladatokat bíztak rá. 1688-ban ő volt a Zrínyi Ilona által védett Munkács várát elfoglaló seregek vezére, majd Erdélybe rendelték.
Feladata Erdély Habsburg-tartományokba való beolvasztásának előkészítése volt. Hírhedtsége közrejátszott abban, hogy 1688. május 9-én kényszerítésére Apafi, a fejedelmi tanács és az országgyűlés a fogarasi nyilatkozatban elismerték a Habsburg fennhatóságot Erdélyben. Az ellenszegülő Brassó várát május 26-án ostrommal vette be, és a várost kegyetlenül megbüntette. Nem ismervén a helyi viszonyokat és hagyományokat, reformtervezetei kivitelezhetetlennek bizonyultak. 1690-ben tért vissza Bécsbe, és Erdély meghódolásáról emlékiratot adott át a császárnak. Emlékiratában Erdély esetében a Felső-Magyarországon alkalmazott nyílt erőszak helyett enyhébb eszközöket javasolt az udvarnak, valamint a társadalmi és etnikai ellentétek tudatos életben tartását, Erdély alkotmányos önállóságának megszüntetését, a Habsburg örökös tartományok közé való betagolását. A Caraffa által vázolt kormányzati módszer hosszú ideig vezérelve lett a Habsburgok erdélyi politikájának (bár ennek oka a hadi helyzet átmeneti rosszabbra fordulásában is kereshető). Nándorfehérvár bevételénél tanúsított érdemeiért az aranygyapjas renddel tüntették ki, és uradalmat kapott Verőce vármegyében.
1690 után Caraffa részt vett a Franciaország elleni háborúban. A Magyar Királyságba már nem tért vissza.

## Emlékezete

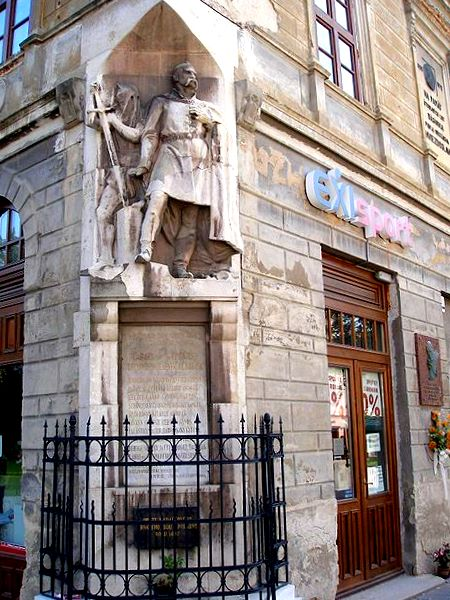
Az eperjesi vértanúk emlékművén

- Első életrajzát Giambattista Vico írta meg.[8]